# La Part-Dieu

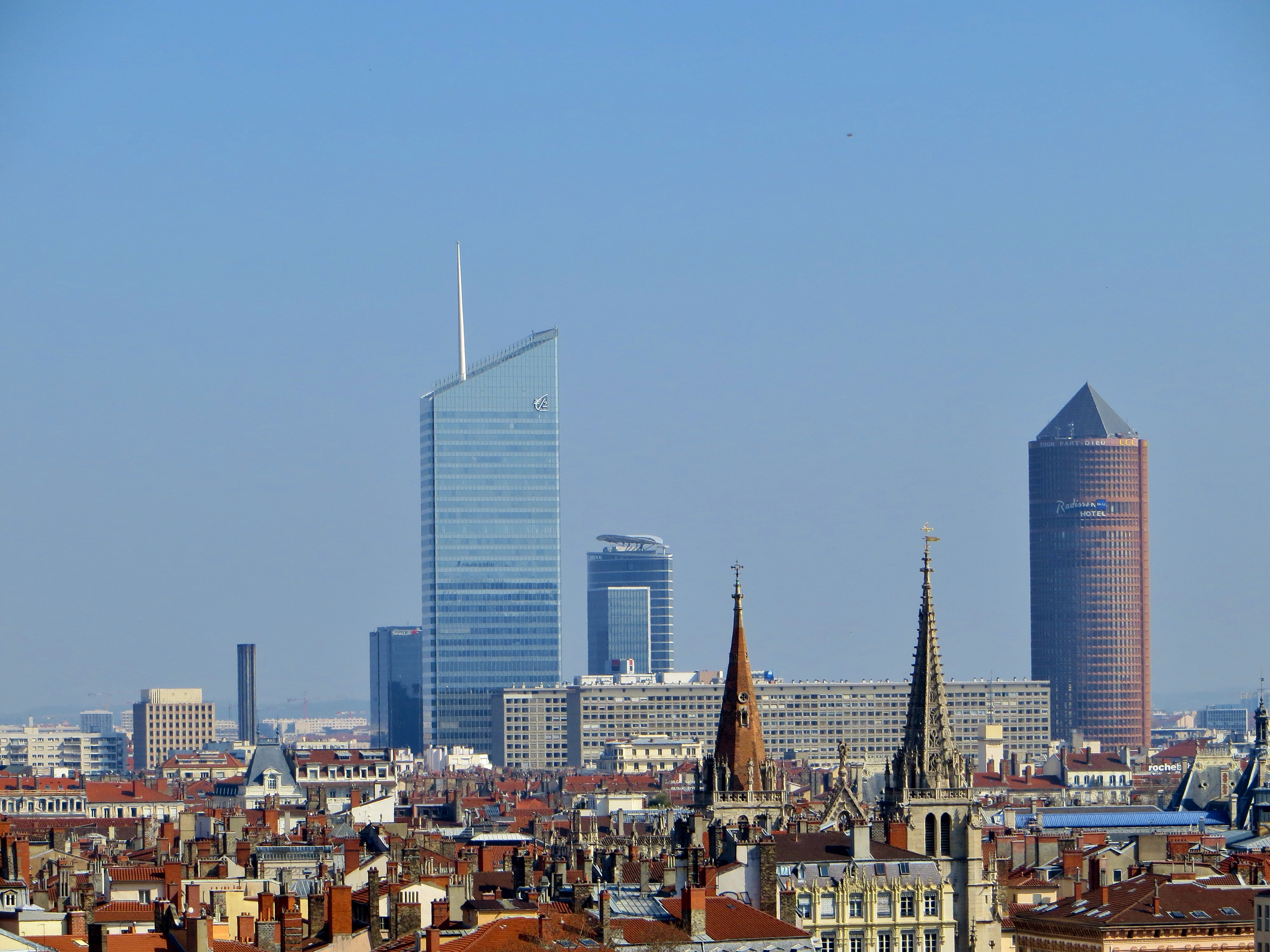
La Part-Dieu

La Part-Dieu modern üzleti negyed Lyon francia város 3. kerületében, amelyet Presqu'île után a város „második központjának” tartanak. A felhőkarcolók, szállodák és irodák ebben a kerületben találhatók. A legmagasabb torony, a Crayon (alakja miatt ceruzának hívják) a Banco Crédit Lyonnais székhelye. Itt található a La Part-Dieu bevásárlóközpont is, amely a boltok számát tekintve a legnagyobb Franciaországban. A kerületben található a Halles de Lyon-Paul Bocuse nevű fedett élelmiszerpiac is.
Lyon-Part-Dieu vasútállomás a város fő vasútállomása. A környéket metróval (Gare Part-Dieu - Vivier Merle állomás a B vonalon) és a lyoni villamos 1. vonallal köti össze a város többi részével.
A 19. és 20. században ebben a körzetben volt egy 22 hektáros laktanya-komplexum, a La Part-Dieu laktanya.

## Oktatás
A La Part-Dieu számos felsőoktatási intézménynek ad otthont, nevezetesen az ISG és az MBway üzleti iskoláknak, valamint az IPSA (repülőgépipar) és a Sup'Biotech (biotechnológia) műszaki iskoláknak.